# Casa de Acors Barns
La casa de Acors Barns es una residencia situada en la ciudad de New London, en el estado de Connecticut (Estados Unidos). Construida en 1837, la casa de Acors Barns es una casa de estilo neogriego  de dos pisos y medio con techo a dos aguas y exterior con clapboarded. La fachada frontal de la casa tiene cinco bahías de ancho con un pórtico neogriego que conduce a la entrada principal. Las adiciones a la casa incluyen una buhardilla central saliente y una proyección del segundo piso sobre una terraza parcialmente cerrada. El exterior sencillo contrasta con los techos elaborados de los pasillos del interior, la carpintería detallada y las chimeneas de mármol arqueadas.
En 1862, Barns murió y la casa pasó a sus hijos antes de ser transferida a Harriet Barns Vincent. La casa fue vendida a Julia O'Sullivan en 1919 antes de ser vendida a Francis McGuire en 1956. Los McGuire operaban la casa como un bufete de abogados y pasaron el título a James McGuire. En 2013, James McGuire vendió la casa a la Community Foundation of Eastern Connecticut. Dave Collins escribió que la casa Acors Barns es un "buen y raro ejemplo" de arquitectura que es especialmente importante para New London. la casa de Acors Barns se agregó al Registro Nacional de Lugares Históricos el 22 de abril de 1976.

## Acors Barns
Nacido en 1794, Acors Barns era hijo de un marinero y vivió en Westerly antes de mudarse a Stonington. Barns se mudó a New London y formó una empresa ballenera con William Williams Jr. en 1827. La compañía prosperó y se convirtió en una de las firmas más grandes de la ciudad, pero Barns evitó el declive de la industria en 1849 invirtiendo en otros lugares. Barns invirtió en Willimantic and Palmer Railroad antes de establecer el Bank of Commerce en 1852. Barns murió en 1862, pero sus hijos continuarían con el exitoso Banco de Comercio.

## Diseño
Construida en 1837, la casa de Acors Barns es una casa de estilo neogriego  de dos pisos y medio con techo a dos aguas y exterior con clapboarded. La fachada frontal de la casa tiene cinco tramos de ancho con una hoja de 6 sobre 6 y la entrada principal tiene un pórtico neogriego sostenido por columnas dóricas estriadas desde el escalón superior. La sencilla puerta de un solo panel está rodeada de luces laterales. Las esquinas del edificio tienen pilastras sencillas y cuatro chimeneas que se elevan desde la parte superior. La parte trasera tiene una galería de un piso con un techo a cuatro aguas poco profundo que está sostenido por columnas cuadradas con una balaustrada simple. La veranda tiene grandes ventanas de guillotina de 6 sobre 9 que se extienden casi a un piso completo. En 1975, el área que rodea la propiedad ha experimentado un cambio significativo, pero la casa está rodeada de árboles y arbustos y una cerca de hierro forjado que ayuda a diferenciarla del vecindario.
Las modificaciones incluyen la adición de una gran buhardilla en forma de frontón que se proyecta desde el centro del techo principal y está iluminada por una ventana doble rectangular. Se cerró parte de la veranda y se quitaron las escaleras que conducen a un jardín formal. Sobre el centro de la veranda hay una proyección del segundo piso que se describió como comprometiendo visualmente la elegancia de la fachada trasera.
El exterior sencillo contrasta con la elegancia del interior de la casa. La casa tiene techos elaborados en el vestíbulo, carpintería detallada y chimeneas de mármol arqueadas. La planta está construida alrededor del vestíbulo central con una escalera descentrada. Los salones de la derecha están separados por un amplio arco. Las dos habitaciones de la izquierda son un comedor y una despensa que tiene un montaplatos para la cocina en el sótano. La nominación del Registro Nacional de Lugares Históricos señaló que la bodega contenía los "restos de la cocina, el baño y la bodega". El segundo piso está formado por cuatro cámaras y el ático consta de cinco habitaciones pequeñas. Las habitaciones del ático servían como cubículos de los sirvientes.

## Propietarios
La casa de Acors Barns ha pasado por varios propietarios a lo largo de su vida. En 1862, la casa pasó de Acors Barns a su hijo William H. Barns. En 1893, el segundo hijo, Charles Barns, adquirió el título de la casa y, tras su muerte, lo transfirió a Harriet Barns Vincent, la hija de su hermana. Harriet Barns Vincent vendió la casa a Julia O'Sullivan en 1919. Francis McGuire compró la casa en 1956 y luego pasaría a James McGuire. En 2013, James McGuire vendió la casa a la Community Foundation of Eastern Connecticut por 325 000 dólares. La fundación declaró que continuaría preservando la integridad histórica de la casa.

## Importancia
Según el Registro Nacional de Lugares Históricos: "La casa de Acors Barns documenta físicamente la simbiosis por la cual los ricos y los desposeídos compartían un hogar. Su valor como artefacto se ve reforzado por la reutilización exitosa que ha conservado el carácter del edificio". Dave Collins de The Day escribió: "La casa de Acors Barns también es especialmente importante para New London porque es un ejemplo tan fino y raro del tejido arquitectónico de la gran franja del centro de la ciudad que fue demolido en la renovación urbana en la década de 1960".